# Egipt na Letnich Igrzyskach Olimpijskich 1972
Egipt na Letnich Igrzyskach Olimpijskich w 1972 roku reprezentowało 23 zawodników (wszyscy mężczyźni) w 5 dyscyplinach. Nie zdobyli oni medalu dla swojego kraju w tej imprezie.
Był to 12. start Egiptu w tej imprezie. Chorążym Ekipy był koszykarz Kamal Kamel Mohammed.

## Wyniki reprezentacji

### Boks

#### Mężczyźni
| Zawodnik                 | Konkurencja                | 1/32 finału            | 1/16 finału                    | 1/8 finału              | Ćwierćfinały     | Półfinały        | Finał            | Pozycja  |
| Zawodnik                 | Konkurencja                | Przeciwnik Wynik       | Przeciwnik Wynik               | Przeciwnik Wynik        | Przeciwnik Wynik | Przeciwnik Wynik | Przeciwnik Wynik | Pozycja  |
| ------------------------ | -------------------------- | ---------------------- | ------------------------------ | ----------------------- | ---------------- | ---------------- | ---------------- | -------- |
| Said Ahmed El-Ashry      | Waga papierowa (do 48 kg)  | —                      | Meriga Salou Seriki Zwycięstwo | James Odwori Porażka    | NQ               | NQ               | NQ               | 9.- 16.  |
| Mohamed Selim Soheim     | Waga musza (do 51 kg)      | BYE                    | Wilfredo Gómez Zwycięstwo      | Neil McLaughlin Porażka | NQ               | NQ               | NQ               | 9.- 16.  |
| Mohamed Salah Amin       | Waga piórkowa (do 57 kg)   | BYE                    | Guy Segbaya Zwycięstwo         | Philip Waruinge Porażka | NQ               | NQ               | NQ               | 9.- 15.  |
| Abdel Hadj Khallaf Allah | Waga lekka (do 60 kg)      | Hassan Eghmaz Porażka  | NQ                             | NQ                      | NQ               | NQ               | NQ               | 33.- 37. |
| Abdel Hamid Fouad Gad    | Waga półśrednia (do 67 kg) | Władimir Kołew Porażka | NQ                             | NQ                      | NQ               | NQ               | NQ               | 33.- 37. |
| Ahmed Mahmoud Aly        | Waga półciężka (do 81 kg)  | —                      | Gombyn Zorig Zwycięstwo        | Nikołaj Anfimow Porażka | NQ               | NQ               | NQ               | 9.- 16.  |

### Koszykówka

#### Mężczyźni

##### Skład[18]
- Sherif Fouad Aboulkheir
- Ahmed Abdel Hamid El-Saharty
- Awad Abdel Nabi
- Sayed Tewfik El-Sayed
- Adel Ibrahim Ismail
- Fahti Mohamed Kamel
- Mohamed Essam Khaled
- Kamal Kamel Mohammed
- Talaat Guenidi
- Ismail Selim Mohamed
- El-Sayed Abdel Hamid Mobarak

Pozycja w grupie B: 8. (0-7)
O miejsca 13-16:
- z Filipinami – Walkower[20]

Końcowy wynik: 16. pozycja

### Lekkoatletyka

#### Konkurencje biegowe

##### Mężczyźni
| Zawodnik           | Konkurencja     | Eliminacje | Eliminacje | Finał | Finał   |
| Zawodnik           | Konkurencja     | Czas       | Pozycja    | Czas  | Pozycja |
| ------------------ | --------------- | ---------- | ---------- | ----- | ------- |
| Abdel Hamid Khamis | Bieg na 10000 m | 30:19,2    | 15.        | NQ    | NQ      |

### Pływanie

#### Mężczyźni
| Zawodnik                  | Konkurencja              | Eliminacje | Eliminacje | Półfinały | Półfinały | Finał | Finał   |
| Zawodnik                  | Konkurencja              | Czas       | Pozycja    | Czas      | Pozycja   | Czas  | Pozycja |
| ------------------------- | ------------------------ | ---------- | ---------- | --------- | --------- | ----- | ------- |
| Kamal Kenawi Ali Moustafa | 200 m stylem dowolnym    | —          | —          | 2:05.30   | 5.        | NQ    | NQ      |
| Kamal Kenawi Ali Moustafa | 400 m stylem dowolnym    | —          | —          | 4:24.97   | 7.        | NQ    | NQ      |
| Kamal Kenawi Ali Moustafa | 1500 m stylem dowolnym   | —          | —          | 17:40.37  | 6.        | NQ    | NQ      |
| Amin Ahmed Adel Youssef   | 100 m stylem grzbietowym | 1:04.40    | 6.         | NQ        | NQ        | NQ    | NQ      |
| Amin Ahmed Adel Youssef   | 200 m stylem zmiennym    | —          | —          | 2:24.61   | 6.        | NQ    | NQ      |

### Zapasy

#### Mężczyźni

##### Styl klasyczny
| Zawodnik                   | Konkurencja | Eliminacja                         | Pozycja |
| -------------------------- | ----------- | ---------------------------------- | ------- |
| Mohamed El-Malky Ragheb    | do 48 kg    | w drugiej rundzie przez rezygnację | NN      |
| Abdel Fattah Sayed Ibrahim | do 52 kg    | w drugiej rundzie przez rezygnację | NN      |
| Mohamed Gaber              | do 68 kg    | w drugiej rundzie przez rezygnację | NN      |